# Bavo Claes
Bavo Claes (Boom, 8 september 1949) is een Belgische journalist en schrijver. Hij was nieuwslezer op de VRT.

## Biografie
Eind de jaren zestig, en begin de jaren zeventig studeerde Claes Romaanse talen aan de Katholieke Universiteit Leuven. Hij werkte er twee jaar als assistent, en ging vervolgens aan de slag als televisiejournalist bij de publieke omroep.
Buiten nieuwslezer was Claes er ook actief als verslaggever en op de eindredactie. Toen hij op vrijdag 30 september 2005 voor het laatst Het Journaal op de omroep presenteerde, had hij precies 30 jaar voor de VRT gewerkt.
In 1987 bij het ongeluk met de Herald of Free Enterprise viel Claes erg op. Niet alleen presenteerde hij die dag het journaal zonder das, maar ook pakte hij minister van verkeer Herman De Croo veel harder aan dan voor die tijd gebruikelijk was. Dat presenteren zonder das was een eenmansprotestactie tegen het afschaffen van een (voor hem) belangrijke nieuwsbron.
Sinds de vernieuwing van het journaal in 2002 presenteerde Claes niet langer het 7-uurjournaal. Sommigen doen uitschijnen dat hij als te serieus wordt beschouwd. Deze beslissingen ontlokten toen protest. Na hartproblemen besloot hij in 2005 de VRT te verlaten.
Claes werd in 1987 bekroond met de HA! van Humo. Na zijn journalistieke carrière bleef hij actief als schrijver. In 1997 verscheen zijn romandebuut Kraai. In 2015 zijn tweede roman Vijftig.